# Теория четырёх этапов Китайской Республики

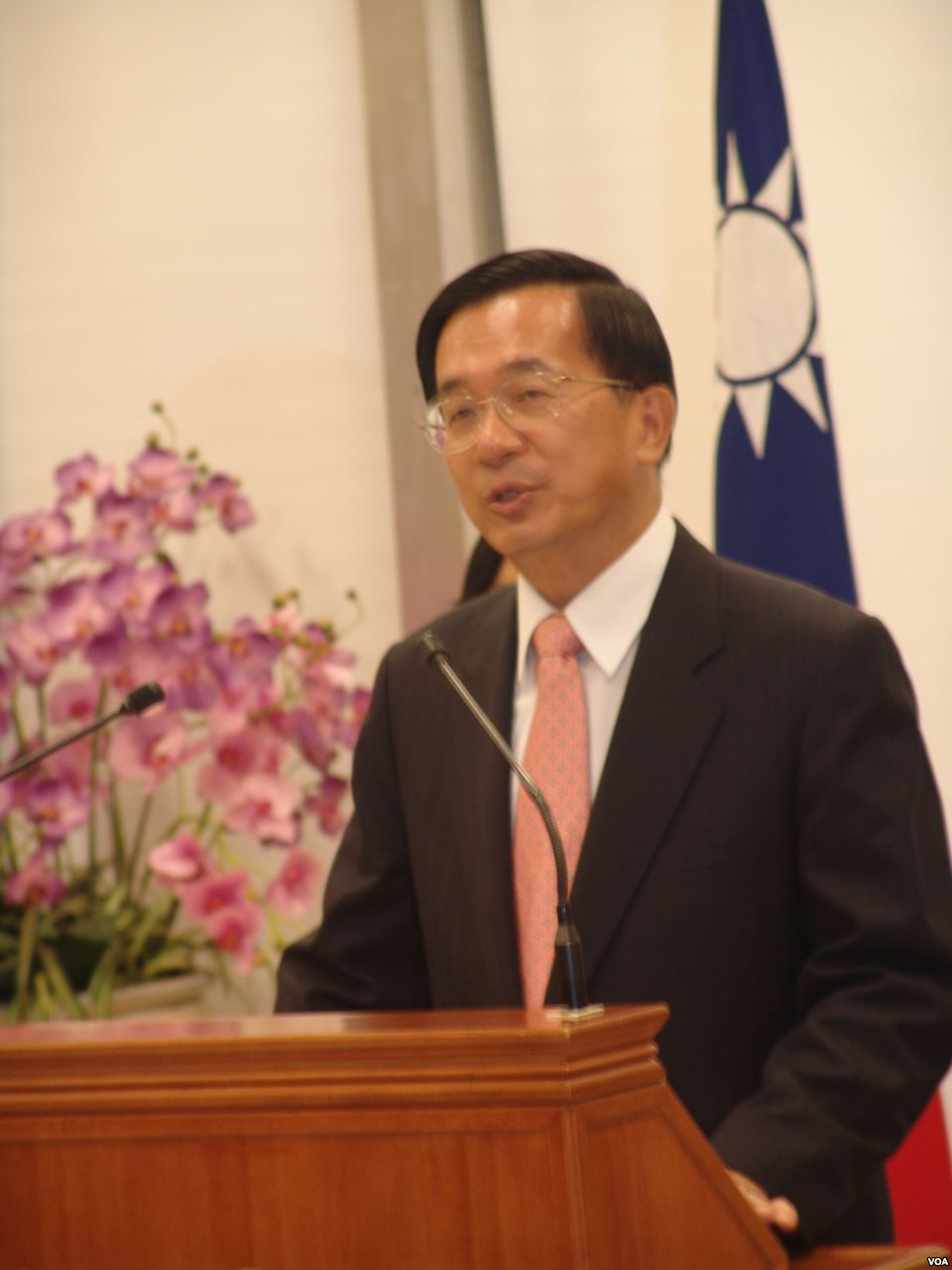
Президент Китайской Республики Чэнь Шуйбянь (2000-2008) – автор теории

Теория четырех этапов Китайской Республики (кит. трад. 中華民國四階段論)  — это точка зрения президента Китайской Республики (2000-2008) Чэнь Шуйбяня относительно вопроса о политическом статусе Китайской Республики, правительство которой перенеслось на остров Тайвань после Гражданской войны в 1949 году. Основная идея заключается в том, что развитие и историю Китайской Республики можно разделить на 4 этапа:
1. Китайская Республика на материке (кит. 中華民國在大陸, Китайская республика (1912-1949) – 1912-1949
2. Прибытие Китайской Республики на Тайвань (кит. 中華民國來臺灣) – 1949-1988
3. Китайская Республика на Тайване (кит. 中華民國在臺灣) – 1988-2000.
4. Китайская Республика – Тайвань (кит. 中華民國是臺灣) – 2000-2008.

## Истолкование
Этой теорией Чэнь Шуйбянь подчеркнул, что Китайская Республика вступила в четвертый этап развития после смены правящей партии на выборах 2000 года. Таким образом, Тайвань, официально имеющий название «Китайская Республика», является суверенным, независимым от Китайской Народной Республики, государством. В сентябре 2002 года Тайбэй подал заявку на вступление в ООН под названием «Китайская Республика (Тайвань)».
Теорию поддерживают представители зеленой коалиции (лидером которой выступает Демократическая прогрессивная партия), которые являются сторонниками независимости Тайваня, но против выступают представители синей коалиции (во главе с Гоминьданом), которые выступают за воссоединение Тайваня с материковым Китаем. Синяя коалиция согласна с первыми тремя этапами, но не считают понятия «Китайская Республика» и «Тайвань» равнозначными.
В октябре 2011 года председатель Демократической прогрессивной партии Цай Инвэнь в преддверии столетия со дня основания Китайской Республики выразила свою позицию по нахождению Китайской Республики на острове Тайвань.
«Китайская Республика потеряла землю, на которой она была первоначально создана. Она существует только на Тайване. Он слилась с землёй и народом Тайваня. Сегодня большинство из нас может согласиться с одним: Тайвань — это Китайская Республика, а Китайская Республика — это Тайвань»
Большинство жителей Тайваня согласны с тезисами Цай Инвэнь, более того, часть из них, включая тайваньского политического деятеля и одного из основателей Демократической прогрессивной партии Яо Цзявэня, считает, что Китайскую Республику необходимо переименовать в «Республику Тайвань».